# جامعة إيواف دي فينيسيا
جامعة إيواف في البندقية (بالإيطالية: Università Iuav di Venezia)‏ هي جامعة تقع في مدينة البندقية بإيطاليا. تأسست عام 1926 وهي من أولى كليات الهندسة المعمارية في إيطاليا. تقدم الجامعة حاليًا العديد من دورات البكالوريوس والدراسات العليا والتعليم العالي في الهندسة المعمارية والتخطيط الحضري والأزياء والفنون والتصميم. 

## روابط خارجية
- الموقع الرسمي باللغة الإيطالية